# 潮田勉
潮田 勉（うしおだ つとむ、1962年1月18日 - ）は、日本の地方公務員。東京都財務局長、東京都副知事、東京2025世界陸上財団副会長、東京オリンピック・パラリンピック競技大会組織委員会副会長等を経て、東京地下鉄代表取締役副社長。

## 学歴
- 1985年（昭和60年）3月 明治大学法学部卒業

## 経歴
- 1985年（昭和60年）4月 東京都入都[1]
- 1999年（平成11年）4月 東京都労働経済局商工計画部副参事＜見本市協会派遣＞
- 2001年（平成13年）7月 東京都産業労働局商工部副参事（中小企業振興対策担当）
- 2003年（平成15年）6月 東京都産業労働局商工部経営革新課長
- 2004年（平成16年）4月 東京都産業労働局商工部創業支援課長
- 2005年（平成17年）4月 東京都財務局主計部予算第三課長
- 2006年（平成18年）4月 東京都財務局主計部予算第二課長
- 2007年（平成19年）4月 東京都財務局主計部財政課長（統括課長）
- 2009年（平成21年）4月 東京都財務局主計部参事
- 2010年（平成22年）4月 東京都港湾局参事＜東京臨海ホールディングス派遣＞
- 2011年（平成23年）8月 東京都知事本局地方分権推進部長兼国政広域連携・首都調査担当部長
- 2013年（平成25年）7月 東京都財務局主計部長
- 2015年（平成27年）7月 東京都政策企画局次長兼理事（知事補佐総括担当）
- 2017年（平成29年）8月 東京都オリンピック・パラリンピック準備局長
- 2020年（令和2年）7月 東京都財務局長
- 2020年（令和2年）9月 東京臨海高速鉄道非常勤取締役
- 2021年（令和3年）10月 東京都副知事（政策企画局、生活文化局、オリンピック・パラリンピック準備局、産業労働局、東京消防庁、都民安全推進本部、教育委員会、選挙管理委員会、監査委員、公安委員会、労働委員会）[2][3]
- 2021年（令和3年）11月 東京オリンピック・パラリンピック競技大会組織委員会副会長[4]
- 2022年 (令和4年)  7月 東京オリンピック・パラリンピック競技大会組織委員会評議員[5]
- 2023年 (令和5年)  4月 東京都副知事 (財務局、主税局、生活文化スポーツ局、産業労働局、東京消防庁、教育委員会、選挙管理委員会、監査委員、公安委員会、労働委員会)
- 2023年 (令和5年)  7月 東京2025世界陸上財団副会長[6]
- 2025年 (令和7年)  6月 東京地下鉄代表取締役副社長コンプライアンス・リスクマネジメント責任者[7]